# Jordi Cots i Domínguez
Jordi Cots i Domínguez (Barcelona, 28 de febrer del 1963) és un tècnic de l'administració pública i polític català, diputat al Parlament de Catalunya en la VIII legislatura.
Llicenciat en Geografia i Història, treballa al Departament de Governació i Relacions Institucionals de la Generalitat de Catalunya. Provinent de l'Entesa dels Nacionalistes d'Esquerra, va entrar a Esquerra Republicana el 1992. Ha estat director de Serveis de la Secretaria General del Departament de Benestar i Família, subdirector general de Cooperació Local del Departament de Governació, regidor de l'Ajuntament de Cardedeu -on ha estat primer tinent d'alcalde- i diputat al Parlament de Catalunya el 2010 en substitució d'Uriel Bertran.